# مرژیچکو (استان کرجالی)
مرژیچکو (به بلغاری: Mrezhichko) یک منطقهٔ مسکونی در بلغارستان است که در شهرستان ژبل واقع شده‌است.